# Dolores (Intibucá)
Dolores é uma cidade hondurenha do departamento de Intibucá.